# Кустаа Вілкуна
Кустаа Вілкуна (фін. Kustaa Gideon Vilkuna 26 жовтня 1902, Нівала, Велике князівство Фінляндське — 6 квітня 1980, Кіркконуммі, Фінляндія) — фінський етнограф, етнолог, лінгвіст, історик, політик, громадський і державний діяч. Доктор філософії (1936), професор фінно-угорської етнології Гельсінського університету (з 1950). Член Фінської Академії наук (1959). 

## Життєпис
Міністр освіти Фінляндії, член Фінської Академії наук, голова Державної розвідувальної служби Фінляндії.
До 1927 вивчав фінську філологію в Гельсінському університеті. Входив до Карельського академічного товариства. 
Викладав у альма-матер. Професор. 
У роки Другої світової війни Вілкуна обіймав посаду начальника розвідувальної та інформаційної інспекції в (1939 — 1943), у 1943 — 1944 — очолював Державну розвідувальну службу. 
Член партії Фінляндський центр. 
Міністр освіти в кабінеті Рейно Куускоскі (1958). 
Був тісно пов'язаний з президентом Урго Кекконеном, йому навіть приписували роль сірого кардинала Кекконена. 
Похований на цвинтарі Кулосаарі в Гельсінкі. 

## Наукова діяльність
Досліджував сільське господарство та історію матеріальної культури фінів, а також їхні народні традиції та обряди, народний календар, давні форми общинної організації та ін. 

## Вибрані праці
- Varsinaissuomalaisten kansanomaisesta taloudesta, Hels., 1935;
- Työ ja ilonpito, Hels., 1946;
- Vuotuinen ajantieto, Hels., 1950;
- Kainuu - Kvenland, Hels., 1957;
- Die Volkstümliche Arbeitsfeste in Finnland, Hels., 1963;
- Studien über alte finnische Gemeinschaftsformen. «Finnisch-ugrische Forxhungen», v. 36, Н. 1, Hels., 1966.